# مونرا (روم باستان)
مونرا (munera) کارهای عام‌المنفعه یا دارای فواید عامه و سرگرمی‌هایی بود که به نفع مردم روم توسط افراد دارای منزلت و ثروت بالا فراهم می‌شد. مونرا به معنای «وظیفه، تعهد» (بخشندگی) است که بیانگر مسئولیت فرد در ارائه خدمت یا کمک به جامعه خود است. این کلمه اغلب مترادفی برای نبرد گلادیاتور بود، که در ابتدا به عنوان ادای احترام در مقبره یک بزرگ‌زاده رومی درگذشته توسط وارث او حمایت مالی می‌شد. مونرا برخلاف لودی (روم) که بازی‌ها، مسابقات ورزشی یا نمایش‌هایی بودند که توسط دولت حمایت می‌شدند، به بخشش خصوصی افراد وابسته بود.